# 1445 Konkolya
1445 Konkolya este un asteroid din centura principală, descoperit pe 6 ianuarie 1938, de György Kulin.

## Denumirea asteroidului
Asteroidul 1445 Konkolya a primit acest nume în onoarea astronomuui Miklós Konkoly-Thege.

## Caracteristici
Asteroidul prezintă o orbită caracterizată de o semiaxă majoră egală cu 3,1215707 UA și de o excentricitate de 0,1771368, înclinată cu 2,28508° în raport cu ecliptica.